# Ossido di neodimio
L'ossido di neodimio è il composto chimico formato da neodimio e ossigeno con formula Nd2O3. Forma cristalli esagonali grigio-blu molto chiari. La miscela di terre rare didimio, precedentemente ritenuta un elemento, è parzialmente costituita da ossido di neodimio. Viene prodotto per dissoluzione di composti come la monazite o altre sabbie. Si presenta come polvere sottile di colore violetto ma, a seconda della luce che si utilizza per illuminarlo, può assumere colori diversi: questo è dovuto all'assorbimento intrinseco del neodimio che presenta molti picchi di assorbimento assai stretti nella banda del visibile.

## Usi
L'ossido di neodimio viene utilizzato per drogare il vetro, compresi gli occhiali da sole, per la fabbricazione dei cristalli per laser a stato solido e per colorare vetri e smalti. Il vetro drogato al neodimio diventa viola a causa dell'assorbimento della luce gialla e verde e viene utilizzato negli occhiali da saldatura. Alcuni vetri drogati al neodimio sono dicroici, cioè cambiano colore a seconda dell'illuminazione. Un tipo di vetro che prende il nome dal minerale alessandrite appare blu alla luce del sole e rosso alla luce artificiale. Ogni anno in tutto il mondo vengono prodotte circa 7000 tonnellate di ossido di neodimio. Anche l'ossido di neodimio viene utilizzato come catalizzatore di polimerizzazione.
L'ossido di neodimio viene utilizzato per la preparazione di target da utilizzare nella tecnica della deposizione chimica da vapore (CVD) tramite pressatura della polvere ad altissime pressioni., ma anche per la produzione di magneti di elevata potenza, condensatori ceramici e vetri drogati per filtrare la luce.

## Reazioni
L'ossido di neodimio si forma quando il nitruro di neodimio(III) o l'idrossido di neodimio(III) viene tostato all'aria

## Struttura
L'ossido di neodimio ha una forma trigonale A a bassa temperatura con gruppo spaziale P3m1 (gruppo n° 164). Questo tipo di struttura è favorito nei primi lantanidi A temperature più elevate adotta altre due forme, la forma esagonale H nel gruppo spaziale P63/mmc (gruppo n°194) e la forma cubica X in Im3m (gruppo n°229). Le forme ad alta temperatura mostrano disordine cristallografico